# Géraldine Mahieu
Géraldine Mahieu (Villeneuve-d’Ascq, 1993. szeptember 15. –) francia származású magyar válogatott világbajnoki ezüstérmes vízilabdázó, a Dunaújvárosi FVE játékosa center poszton.

## Pályafutása
2010-ben kapott meghívót a francia válogatottba, melynek később csapatkapitánya is volt. Többször nyert francia bajnoki címet a Lille Métropole Water-Polo csapatával, majd 2017-ben a Dunaújvároshoz igazolt. 2021 decemberében állampolgársági esküt tett, majd 2022-ben tagja lett a magyar nemzeti válogatott világbajnoki keretének.
Tagja volt a magyar női vízilabda-válogatott keretének a 2022-es, hazai rendezésű vizes világbajnokságon. Végül a torna döntőjében az amerikai válogatottól 9-7-re vereséget szenvedett az együttes, így ezüstérmet szereztek Bíró Attila vezetése alatt.

## Eredményei

### Klubcsapattal

#### Lille Métropole Water-Polo
- Francia bajnokság
  - Bajnok: 2014, 2015, 2016

#### Dunaújvárosi FVE
- Magyar bajnokság
  - Ezüstérmes: 2017-18, 2018–19, 2020–21, 2021–22, 2022–23
- Magyar kupa
  - győztes: 2019, 2020

### Válogatottal
Magyarország
Világbajnokság
- ezüstérmes: 2022, 2024

#### Franciaország

##### Európa-bajnokság
- 7. hely: 2014, 2016, 2018, 2020

##### Világbajnokság
- 15. hely: 2015
- 11. hely: 2017